# Montgomery (Louisiane)
Pour les articles homonymes, voir Montgomery.
Montgomery est une ville située dans la paroisse de Grant en Louisiane aux États-Unis. Sa population s’élevait à 730 habitants lors du recensement de 2010, estimée à 723 habitants en 2016.